# Herpa Wings
Herpa Wings sont des modèles réduits d'avions moulés sous pression sous la marque Herpa de l'Allemagne. La collection comprend 250 compagnies aériennes sous 17 avionneurs différents à l'échelle 1:200. Le pilier de Herpa Wings est à l'échelle 1:500, tandis que les modèles réduits d'avions de ligne sont également produits aux échelles 1:400, 1:200, 1:1000 et 1:160. Les modèles réduits d'avions de ligne Herpa Wings peuvent également être utilisés en conjonction avec la série SCENIX de Herpa, qui comprend des modèles diorama d'aéroports et des accessoires d'aéroport.
Herpa Wings a également produit des modèles réduits d'avions pour de nombreuses compagnies aériennes internationales du monde, dont Singapore Airlines, Cathay Pacific et d'autres. Ces modèles réduits d'avions sont ensuite vendus exclusivement par les compagnies aériennes à bord et ne sont pas inclus dans la collection régulière au détail.